# Bauxitbányászat Magyarországon
A bauxitbányászat Magyarországon Erdélyben kezdődött, majd a mai magyarországi területeken csak a világháború után folytatódott. A termelés 2020-ban szűnt meg, az utolsó bánya a Bakonyoszlop II-es üzem volt. Az utolsó mélyművelésű magyar bányaként 2022 júliusában zárták le a bejáratát.

## A kutatás, termelés kezdetei
Erdélyben a Bihar-hegységben 1883-ban Szontág Tamás Kalota község határában gyűjtött kőzetmintákat, amiket a Kolozsvári Egyetemen elemeztetett ki, és azok 56%-os Al2O3 tartalma  alapján bauxitnak minősültek. 1903-ban alakult meg a Jádvölgyi Alumíniumérc Bányatársulat és jogot nyert a bihari vastartalmú bauxit kiaknázására. A termelés Remec község határában csak 1914-ben indult meg, ehhez Nagysármáson timföldgyárat is létesítettek, ami gazdaságtalannak bizonyult, ezért azt leállították. A kitermelt bauxitot Németországba szállították feldolgozásra és 1917-ben már 150 ezer tonnát termeltek.

## Kutatások kezdete a mai határok között
1908-ban Taliándörögd földbirtokosa, földjein vöröses-barnás kőzeteket talált, amit vasércnek vélt, de a felülvizsgáló geológusok ezt nem erősítették meg, hanem a kőzetet bauxitként azonosították. 1910-ben Taeger Henrik a Vértes hegységről írott könyvében több  helyen írt laterit, vörösagyag és terrarossa megjelenéséről, melyekről később bebizonyosodott, hogy bauxit kibúvások.
Balás Jenő bányamérnök, 1920-ban a Vértes hegységben szén és mangán után kutatott és erdélyi tapasztalatai alapján Gánt közelében a hosszúharasztosi részen azonosította a bauxitot, mely gyenge minőségű volt, mivel a medence peremén helyezkedett el. Rövid időn belül megalapították az Alumíniumérc Bánya és Ipar Rt-t és a kutatásokat kiterjesztették a Dunántúl egész területére. 1921-ben már Halimba és Szőc térségében is bejelentették a bauxit felfedezését. Ezt követte az, hogy 1923-ban Iszkaszentgyörgy és Isztimér között, vékony takaróréteg alatt jó minőségű bauxitot fedeztek fel, ez a hely kapta később a Kincsesbánya elnevezést.

## A termelés megkezdése

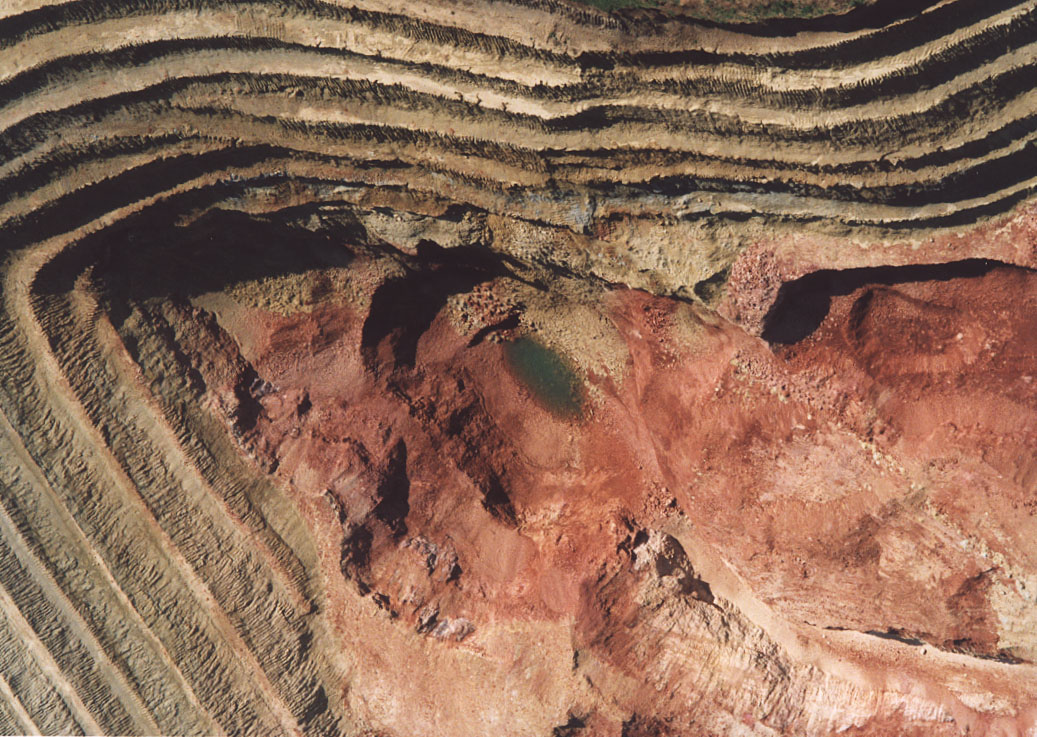
Gánt, bauxit külfejtés, légifelvételen

A termelés megkezdését a szükséges tőke és a feldolgozási kapacitás hiánya késleltette. Végül egy német tulajdonú cég kezdte meg 1926-ban Gánt határában a termelést, külfejtésben, a melegesi bányában. Ajka mellett 1938-ban  majd Mosonmagyaróváron timföldgyárat, Csepelen kohót, Kőbányán feldolgozó üzemet építettek, mindehhez szükség volt további német tőkebevonásra. Halimba területén az eredményes kutatás ellenére a termelést csak 1943-ban kezdték meg, ugyancsak külfejtésben. Kincsesbánya területén 1942-ben már a földalatti termelést is megkezdték. Kisebb jelentőségű volt a Nagyharsány (a Villányi-hegységben) közelében folytatott bányászat amit egy altárón keresztül föld alatt fejtettek, ahonnan a rosszabb minőségű bauxitot korund gyártásra használták, a jobb minőségűt exportálták. A háborús körülmények a termelés fokozását sürgették. Termeltek bauxitot Perepusztán, Óbarokon, Eplényben, Nyirád és Szőc térségében. A háború alatt a bauxit iránti német igény növekedett, a nagyfokú munkaerő hiányában lengyel menekültekkel, majd munkaszolgálatosokkal folytatták a termelést, de végül a német Todt szervezet vette át az irányítást és az üzemek leszerelését csak nagy nehézségek árán tudták a magyar mérnökök megakadályozni.

## A második világháború után
A második világháború után a Potsdami Egyezmény alapján minden Magyarországon lévő német tulajdon a Szovjetunióra szállt, így a bauxit- és alumíniumipari részesedés is. A magyar háborús jóvátétel egy részét is ez az iparág adta. Már az államosításokat megelőzően létrehozták a Magyar–Szovjet Bauxit és Alumíniumipari Rt.-t (MASZOBAL-t) szovjet vezetéssel, ahová integrálták az egész vertikumot (kutatás, feltárás, bányászat, timföldgyártás, kohósítás és feldolgozás).
1954-ben bejelentették, hogy a magyar állam megvásárolta a részvényeket és öt állami vállalatot hoztak létre. Több alkalommal változott a felügyeleti szerv, a vállalatok hatásterülete, míg végül a nehézipari miniszter 1963-ban megalapította a magyar alumíniumipar egységes szervezetét, a Magyar Alumíniumipari Trösztöt (HUNGALU, MAT). A MAT 1963 és 1967 között középfokú irányító szervként működött. Időközben megkötötték 1960-ban a lengyel–magyar, majd ezt követően 1962-ben a szovjet–magyar timföld-alumínium egyezményt,  ami – a közvéleményben elterjedt nézetek ellenére – nemzetgazdaságilag jövedelmezőnek bizonyult. Az 1962-1990 között hatályos egyezmény szerint az évente kitermelt átlagosan 3 millió tonna bauxitból az Ajkán, Almásfüzítőn és Mosonmagyaróváron gyártott timföldből a szovjet aluminumkohókban készült alumínium Magyarországon hasznosult.

## A termelés területi megosztása
1962-től két külön vállalat foglalkozott a bauxit termelésével lényegesen eltérő körülmények között és a kutatást is különszervezett vállalat végezte.

### A fejérmegyei terület
A Fejérmegyei Bauxitbányák kincsesbányai székhellyel Fejér megye területén tevékenykedett, Gánt, Kincsesbánya, Rákhegy, Bitó, József, Fenyőfő elnevezésű bányaüzemekben folytatott bauxitbányászatot. Az üzemek területén kiterjedt vasút hálózatot építettek ki, a gépkocsival történő szállítás alárendelt volt. Ezeken a területeken a bauxit elsősorban nagyobb elnyúló telepekben jelent meg, a karsztosodott alaphegységtől különböző vastagságú agyagos-márgás rétegek választották el, míg a fedőöszletben  szürke színű gyengébb minőségű bauxit és öngyulladásra hajlamos széncsíkok voltak. A nyugalmi vízszint alatti bányászatban főként a passzív vízvédelemre rendezkedtek be, de így is megváltozott a környezet vízháztartása (források, kutak apadtak el). A bányászat során fakadó vizeket földalatti rendszerben gyűjtötték össze, ülepítették-derítették és kezdetben földalatt megépített szivattyúkamrákon át, később búvárszivattyúkkal emelték a felszínre.  A bányászkodás során ivóvizet szolgáltattak a környező településeknek és Székesfehérvár részére is.

### A bakonyi terület
A Bakonyi Bauxitbányák Vállalat kezdetben Halimba, majd Tapolca székhellyel Halimba, Nyirád, Darvastó, Izamajor, Dültnyires, Kislőd, Iharkút, Lengyelmajor, Szőc, Malomvölgy, Deáki, Csabpuszta elnevezésű bányaüzemekben termelt bauxitot. A szállításokat kisebb hányadban vasúton, nagyobbrészt közúton végezték, utóbbihoz üzemi utakat építettek Ajka felé. A halimbai terület kivételével a bauxit kisebb-nagyobb, különböző nagyságú és mélységű lencsékben, kútszerű mély töbrökben, teljesen szabálytalan formációkban volt megtalálható, nagyrészt a nyugalmi karsztvízszint alatt, zömében közvetlenül a karsztosodott alaphegységre települve, védőréteg nélkül.
Ezért ezen a területén az úgynevezett aktív vízvédelmet alkalmazták. Ezzel a módszerrel a bányaművelés megkezdése előtt fúrt vagy erre a célra épített függőleges aknákban elhelyezett búvárszivattyúkkal emelték ki a vizet, így a helyi vízszint csökkenését érték el és a bányászatot vízmentes körülmények között végezhették. A karsztvíz szintjének állandó ellenőrzésére megfigyelő hálózatot alakítottak ki. Az így kiemelt vízből jó minőségű ivóvizet adtak Tapolcának és a Balaton északi parti települések regionális ivóvíz ellátásához. Egyes szakemberek szerint az itt folytatott vízkiemelés veszélyeztette Hévíz gyógyvizét, de sem ezt, sem ennek ellenkezőjét nem bizonyították egyértelműen.
1985 és 1989 évek között a Tatabányai Szénbányák Vállalat Csordakúton termelt bauxitot, de a tervezett ikertermékes bánya (szén és bauxit egy bányából való termelése) Nagyegyházán a hidrogeológiai nehézségek miatt nem valósult meg.

## Összevonás és magánosítás
1989-ben kormányzati döntést követően a bányászatot leállították Nyirád térségében, ahol az aktív vízvédelmet alkalmazták. 1990-ben a két bányavállalatot összevonták és a Társasági törvény alapján korlátolt felelősségű társaságot alapítottak. 1996-ban  megindították a Bakonyi Bauxitbánya Kft. magánosítási eljárást, a privatizált társaság székhelyét Ajka városába tették át, leválasztva és külön társaságokba szervezték a kiszolgáló tevékenységet. Időközben felmondták az államközi egyezményeket, az egyéb bauxitexport lehetőségek is csökkentek sőt az Ajkai Timföldgyár import bauxitot is kezdett használni. A mosonmagyaróvári timföldgyárat 2002-ben leállították így a bauxittermelés iránti igény jelentősen visszaesett.
A magyar bauxitbányászat adottságai kedvezőtlenek, az előfordulások geológiai, hidrageológiai sajátosságai jelentősen eltérnek egymástól. Az ásványvagyon minősége, a modulusa (amit az Al2O3 és az SiO2 hányadosaként fejeznek ki) közepes. A termelési költsége magas, mert a földalatti termelés aránya nagy. Egyetlen előnye a hazai felhasználás szempontjából a nagy külfejtésű termelőkkel szemben (Ausztrália, Brazília, Ghána), hogy a szállítási költségek alacsonyak.
Az ország területén 1926 és 1995 között összesen 98.797.000 tonna bauxitot termeltek ki, melynek 70%-a földalatti termelés volt. A legmagasabb termelés 1980-ban történt: 2.950.000 tonna, ami a hazai igények visszaesése és az export lehetőségek csökkenése miatt 1997-ben már csak 742.000 tonna volt.
A termelés a 2010-es években már gyorsan hanyatlott, és az ajkai timfoldgyár bezárása után nem sokkal, 2010-ben meg is szünt. Az utolsó bánya Bakonyoszlopon volt. . A bánya egyben az utolsó mélyművelésű magyar bánya volt.

### Magyarországtermelésbe vonható bauxitvagyona 2006 végén
| Sorszám. | Előfordulás helye.            | Közigazgatási terület.         | Kitermelhető vagyon (ezertonna). | Minőség (Modulus) |
| -------- | ----------------------------- | ------------------------------ | -------------------------------- | ----------------- |
| 1        | Bakonyoszlop térsége          | Bakonyoszlop, Csesznek, Dudar. | 2 500                            | 7,8               |
| 2        | Németbánya I-IX. telepek      | Németbánya                     | 300                              | 9,9               |
| 3        | Németbánya kis lencsék (déli) | Németbánya                     | 200                              | 7,9               |
| 4        | Nyirád felhagyott bányák      | Nyirád                         | 500                              | 8,5               |
| 5        | Nyireskút IV/B                | Szőc, Taliándörögd.            | 300                              | 7,5               |
| 6        | Óbarok-Vázsonypuszta          | Óbarok                         | 195                              | 6,0               |
| 7        | Sármás                        | Bakonyjákó                     | 250                              | 14,0              |
| 8        | Gerecse, Vértes               | Óbarok, Nagyegyháza.           | ~1 800                           | 7,2               |
| 9        | Táncsics ;                    | Nyirád                         | 130                              | 8,8               |

| 1. 2. |